# Nemestrinus aegyptiacus
Nemestrinus aegyptiacus is een vliegensoort uit de familie van de Nemestrinidae. De wetenschappelijke naam van de soort is voor het eerst geldig gepubliceerd in 1828 door Christian Rudolph Wilhelm Wiedemann.